# Жепиха
Жепи́ха (пол. Rzepicha; также Ре́пка, Ржепка или Ржепиха) — жена Пяста, легендарного предка династии Пястов. Мать полулегендарного князя полян Земовита.
Единственное упоминание Жепихи в ранних исторических источниках содержится в Хронике Галла Анонима, где это имя встречается дважды. Происхождение имени достаточно прозрачно: репкой (жепкой в польском произношении) называли корнеплод репы.